# 荒川区立第二峡田小学校
荒川区立第二峡田小学校（あらかわくりつだいにはけたしょうがっこう）は、東京都荒川区荒川2丁目にある公立小学校。

## 沿革
出典
- 1915年（大正4年）10月7日 - 峡田尋常高等小学校分教場設立。
- 1919年（大正8年）9月13日 - 第二峡田尋常小学校と改称し、独立。
- 1922年（大正11年）9月2日 - 南側校舎18教室増築。
- 1931年（昭和6年）9月2日 - 第五峡田小学校開校により、本校から一部児童が転籍。
- 1936年（昭和11年）5月28日 - 北側校舎改築し、10教室増築。
- 1947年（昭和22年）5月2日 - 荒川区立第四中学校新設、本校の9教室を使用。
- 1949年（昭和24年）9月13日 - 創立30周年記念式典挙行。
- 1951年（昭和26年）1月20日 - 給食室落成。
- 1959年（昭和34年）4月30日 - 鉄筋3階18教室及び管理室竣工。
- 1965年（昭和40年）5月 - 別棟3教室改築。峡田幼稚園併設。
- 1970年（昭和45年）
  - 9月21日 - 体育館・給食室・放送室・家庭教室・図工室・普通教室5教室・プール竣工。
  - 11月13日 - 校舎増築及び創立50周年記念の両式典挙行。
- 1979年（昭和54年）11月8日 - 創立60周年記念式典挙行。
- 1989年（平成元年）10月31日 - 創立70周年記念式典挙行。
- 1999年（平成11年）10月30日 - 創立80周年記念式典挙行。同日、学童クラブ併設。
- 2009年（平成21年）11月21日 - 創立90周年記念式典挙行。
- 2019年（令和元年） - 創立100周年記念式典挙行。
- 2022年（令和4年） - 特別支援教室拠点校設置。

## 教育目標
- よく学ぶ子
- 思いやりのある子
- 元気な子

## 児童数
出典
2023年（令和5年）6月時点
| 学年 | 1年 | 2年 | 3年 | 4年 | 5年 | 6年 | 合計 |
| ---- | --- | --- | --- | --- | --- | --- | ---- |
| 児童 | 57  | 48  | 60  | 55  | 42  | 57  | 319  |

## 通学区域
出典
- 荒川2丁目（全域）
- 荒川4丁目（1番～3番・16番～31番・49番～56番）
- 荒川7丁目（1番～14番）
- 荒川8丁目（25番・32番・33番）

## 進学先中学校
出典
公立中学校に進学する場合
- 荒川区立第一中学校 - 荒川2丁目（下記第四中学校の学区を除く地域）・荒川7丁目（下記第五中学校の学区を除く地域）・荒川8丁目から通う児童の主な進学先
- 荒川区立第四中学校 - 荒川2丁目（4番・6番・8番・21番・31番～33番・42番～47番・58番・59番）・荒川4丁目から通う児童の主な進学先
- 荒川区立第五中学校 - 荒川7丁目（5番・6番・10番～14番）から通う児童の主な進学先

## 学校周辺
- 荒川区立三河島第二児童遊園 - 荒川区道をはさんで、敷地が隣接。
- 荒川区立荒川二丁目南公園
- 荒川区役所
  - 分庁舎
  - 北庁舎
- 荒川保健所
- がん予防・健康づくりセンター - 荒川区役所北分庁舎と同一敷地内
- 社会福祉法人仁風会館仁風保育園 - 進級前保育園
- ゆいの森あらかわ
  - 荒川区立中央図書館
  - 吉村昭文学記念館
  - ゆいの森子どもひろば

## アクセス
- 東京都電荒川線荒川二丁目停留場より、
  - 荒川車庫前・王子駅前・大塚駅前・早稲田方面行のりばから、徒歩約265m・約4分。
  - 三ノ輪橋行のりばから、徒歩約270m・約5分。
- 荒川区コミュニティバス「さくら」「南千02」・「南千02-1」の各系統で、「ゆいの森あらかわ」停留所から、徒歩約290m・約5分。
  - なお、「ゆいの森あらかわ」停留所を経由する便は、土休日のみの運行で、なおかつ右回り循環の片運行である。
- また、荒川区コミュニティバスさくら「南千01」・「南千02」各系統の「荒川区役所」停留所及び都営バス「荒川区役所前」停留所からもアクセス可能。